# Monoxenus elongatus
Monoxenus elongatus là một loài bọ cánh cứng trong họ Cerambycidae.